# Wasilij Żaworonkow
Wasilij Gawriłowicz Żaworonkow (ros. Васи́лий Гаври́лович Жа́воронков, ur. 28 stycznia?/10 lutego 1906 we wsi Kustowskaja k. Wielska, zm. 9 czerwca 1987 w Moskwie) – radziecki polityk, minister handlu ZSRR (1948-1953), minister kontroli państwowej ZSRR (1953-1956), Bohater Związku Radzieckiego (1977).

## Życiorys
W latach 1926–1929 uczeń robotniczego fakultetu w Wołogdzie, 1929-1930 kierownik wydziału agitacji i propagandy i sekretarz miejskiego komitetu Komsomołu w Wołogdzie. Od lutego 1929 członek WKP(b), 1930-1936 studiował w Instytucie Górniczym w Moskwie, na którym 1936-1937 był pracownikiem naukowym. 1937-1938 instruktor i II sekretarz lenińskiego rejonowego komitetu WKP(b) w Moskwie, od stycznia do czerwca 1938 I sekretarz zamoskworieckiego rejonowego komitetu WKP(b) w Moskwie, w czerwcu-lipcu 1938 sekretarz Biura Organizacyjnego KC WKP(b) obwodu tulskiego. Od lipca 1938 do 9 marca 1943 I sekretarz Komitetu Obwodowego WKP(b) w Tule, od 21 marca 1939 do 17 października 1961 zastępca członka KC WKP(b)/KPZR. Od października 1941 przewodniczący Tulskiego Miejskiego Komitetu Obrony, od 1 grudnia 1941 do 1 lipca 1942 członek Rady Wojskowej 50 Armii w stopniu komisarza brygadowego, od 14 marca 1943 do 19 kwietnia 1946 I sekretarz Komitetu Obwodowego WKP(b) w Kujbyszewie. Od sierpnia do listopada 1943 pełnomocnik KC WKP(b) i Rady Komisarzy Ludowych ZSRR w obwodzie smoleńskim, od kwietnia do października 1946 inspektor KC WKP(b), od października 1946 zastępca ministra, a od 1 marca 1948 do 15 marca 1953 minister handlu ZSRR. Później ponownie zastępca ministra handlu ZSRR, a od 16 grudnia 1953 do 21 listopada 1956 minister kontroli państwowej ZSRR. Od 21 listopada 1956 do lutego 1957 zastępca, a od lutego 1957 do sierpnia 1957 I zastępca ministra kontroli państwowej ZSRR. 1958-1961 zastępca przewodniczącego Komisji Kontroli przy Radzie Ministrów ZSRR, następnie do grudnia 1962 kierownik Wydziału Organizacyjno-Instruktorskiego tej komisji, a od grudnia 1962 do czerwca 1973 kierownik Centralnego Biura Skarg i Wniosków w tej komisji. Następnie na emeryturze. Deputowany do Rady Najwyższej ZSRR 1, 2 i 4 kadencji.

## Odznaczenia
- Złota Gwiazda Bohatera ZSRR (18 stycznia 1977)
- Order Lenina (dwukrotnie – 4 lipca 1942 i 18 stycznia 1977)
- Order Rewolucji Październikowej (3 września 1971)
- Order Czerwonego Sztandaru (2 stycznia 1942)
- Order Wojny Ojczyźnianej I klasy (dwukrotnie – 2 czerwca 1945 i 6 kwietnia 1985)
- Order Czerwonego Sztandaru Pracy (dwukrotnie – 9 lutego 1966 i 20 lutego 1976)